# Saints Row: Total Control
Saints Row: Total Control es un videojuego de estrategia de 2011 desarrollado por Punch Entertainment y publicado por THQ para Facebook.
Saints Row: Total Control fue eliminado de Facebook el 26 de julio de 2011 y es de imposible acceso.

## Sinopsis
Tiene lugar después de los eventos de Saints Row 2. Los Third Street Saints gobernaron Stilwater al final del juego, sin embargo, se afirma que Playa desapareció, pero no se revela el motivo. La Hermandad de Stilwater, los Hijos de Samedi y los Ronin regresaron, y el primo de Playa debe recuperar Stilwater.

## Jugabilidad
Como es un juego flash de Facebook, cada acción se realiza con clics del mouse. Para hacerse cargo de todo un barrio, todos los edificios en ese barrio deben ser capturados. Las bandas propietarias de ese barrio a veces envían refuerzos. Cuando las pandillas envían a sus matones, se debe hacer clic en ellos para matarlos antes de que destruyan la fortaleza.

### Personajes
- El personaje del jugador es el primo anónimo de Playa y miembro de Third Street Saints.

- Winston es un miembro de 3rd Street Saints que guía al jugador a través del juego.

- Guy es el líder de los revividos Ronin.

- Sister Calypso es la líder de los revividos Hijos de Samedi.

- Torque es un lugarteniente de la Hermandad.

### Equipo
Crew son un grupo de amigos reales de Facebook, que otorgan ciertas habilidades y ventajas mientras juegan, como armas que solo se pueden obtener como obsequio. Son necesarios para capturar algunos edificios y, como tales, algunos barrios son imposibles de conquistar sin tripulación. Esto significa que el juego es un juego de multijugador forzado o de pago forzado, imposible de completar sin involucrar a otras personas o pagar dinero real para "capturar instantáneamente" los edificios.

### Fortaleza
La fortaleza es lo que mantiene a los santos en control de cada barrio. Se agrega una fortaleza para los santos cada vez que se abre un capó. La fortaleza envía pandilleros a apoderarse de las casas o luchar contra los enemigos. Cuando los Puntos de Salud de la fortaleza llegan a 0, no es posible hacer nada en ese barrio hasta que se repare la fortaleza. Las fortalezas se reparan comprando kits de reparación. la personalización de la Fortaleza la hace más fuerte, pero cuesta mucho efectivo.

## Curiosidades
- Total Control, Saints Row: Gat out of Hell, y los inéditos Saints Row: Money Shot y Saints Row: Undercover, son los únicos juegos de Saints Row que no cuentan con Playa como personaje jugable.